# Diamin oksidaza
Diamin oksidaza (EC 1.4.3.22, aminska oksidaza (nespecifična), CAO (nespecifična), Cu-sadržavajuća aminska oksidaza (nespecifična), bakarna aminska oksidaza (nespecifična), diaminska oksidaza (nespecifična), diamino oxhidraza (nespecifična), histaminaza, semikarbazid-senzitivna aminska oksidaza) je enzim sa sistematskim imenom histamin:kiseonik oksidoreduktaza (deaminacija). Ovaj enzim katalizuje sledeću hemijsku reakciju
histamin +H2O + O2 {\displaystyle \rightleftharpoons } (imidazol-4-il)acetaldehid + NH3 +2O2
Ova grupa enzima oksiduje diamine, kao što je histamin, kao i neke primarne monoamine.

## Literatura
- Nicholas C. Price; Lewis Stevens (1999). Fundamentals of Enzymology: The Cell and Molecular Biology of Catalytic Proteins (Third изд.). USA: Oxford University Press. ISBN 019850229X.
- Eric J. Toone (2006). Advances in Enzymology and Related Areas of Molecular Biology, Protein Evolution (Volume 75 изд.). Wiley-Interscience. ISBN 0471205036.
- Branden C; Tooze J. Introduction to Protein Structure. New York, NY: Garland Publishing. ISBN 0-8153-2305-0.
- Irwin H. Segel. Enzyme Kinetics: Behavior and Analysis of Rapid Equilibrium and Steady-State Enzyme Systems (Book 44 изд.). Wiley Classics Library. ISBN 0471303097.
- William P. Jencks (1987). Catalysis in Chemistry and Enzymology. Dover Publications. ISBN 0486654605.

## Spoljašnje veze
- Diamine+oxidase на 